# Stenodynerus kennicottianus
Stenodynerus kennicottianus är en stekelart som först beskrevs av Henri Saussure 1870.  Stenodynerus kennicottianus ingår i släktet smalgetingar, och familjen Eumenidae. Utöver nominatformen finns också underarten S. k. antheus.